# Манакін-бородань білогорлий
Манакін-бородань білогорлий (Corapipo altera) — вид горобцеподібних птахів родини манакінових (Pipridae).

## Поширення
Поширений в Центральній Америці від сходу Гондурасу до північно-західної частини Колумбії. Трапляється в низинах і пагорбах на висоті від 400 до 600 м на карибському схилі Карибського моря і до 1500 м та тихоокеанській частині ареалу.

## Опис
Компактний короткохвостий птах з плоским широким дзьобом, темними ногами і яскравим чоловічим оперенням. Зазвичай він сягає 10 см завдовжки і важить ~11 г. Дорослий самець має глянсове синьо-чорне оперення з білим еректильним ворсом на горлі та бічних частинах шиї. Його крила видозмінені, з дуже короткими зовнішніми основними. Самиці і самці першого року життя оливково-зелені з сіруватим горлом. На другому році життя самці линяють з переважно зеленим оперенням, але з чорною маскою і частково білим чубчиком. Лише після сезону розмноження на третьому році вони набувають дорослого оперення.

## Спосіб життя
Харчується переважно ягодами, рідше комахами. Утворює групи в районах свого розмноження, але в низинах він більш одиночний, хоча може приєднуватися до саякових та інших видів, які харчуються зграями. Під час спаровування самці влаштовують спільне токування. 3-4 самця один за одним спускаються на стару покриту мохом колоду. Перший самець стрибає на колоді, хвіст випрямляє, та розгортає чубчик на голові, а потім поступається місцем іншому самцю.

## Підвиди
- Corapipo altera altera Hellmayr, 1906 — східний Гондурас через Нікарагуа до північного заходу Коста-Рики.
- Corapipo altera heteroleuca Hellmayr, 1910 — тропічна південно-західна Коста-Рика через Панаму до північно-західної Колумбії.